# Miltochrista apuncta
Miltochrista apuncta là một loài bướm đêm thuộc phân họ Arctiinae, họ Erebidae.